# Acyphoderes cracentis
Acyphoderes cracentis is een keversoort uit de familie van de boktorren (Cerambycidae). De wetenschappelijke naam van de soort werd voor het eerst geldig gepubliceerd in 1997 door Chemsak & Noguera.